# 28750 Brennawallin
28750 Brennawallin este un asteroid din centura principală de asteroizi.

## Descriere
28750 Brennawallin este un asteroid din centura principală de asteroizi. A fost descoperit pe 5 aprilie 2000 la Socorro, New Mexico, în cadrul proiectului LINEAR. Asteroidul prezintă o orbită caracterizată de o semiaxă mare de 2,30 ua, o excentricitate de 0,13 și o înclinație de 3,7° în raport cu ecliptica.